# Анатомія вбивства (фільм)
«Анатомія вбивства» (англ. Anatomy of a Murder) — американський художній кримінальний фільм 1959 року, судова драма, режисера Отто Премінґера. Екранізація однойменного роману-бестселера 1958 року американського письменника Джона Волкера, судді, який писав під псевдонімом Роберт Тревер.
У 2012 році фільм був записаний Національною радою США до Національного реєстру кінокартин вибраних для збереження у Бібліотеці Конгресу як «культурно, історично або естетично значущий» фільм.

## Сюжет
Адвокат Пол Біглер (Джеймс Стюарт) за намовою свого небайдужого до алкоголю колеги Парнела Мак-Карті (Артур О'Коннелл) виступив на захист лейтенанта Фредеріка Меньєна (Бен Газара), який вбив власника місцевого бару. Причиною злочину стало зґвалтування дружини лейтенанта — привабливої пані Лори Меньєн (Лі Ремік). Захист не визнає лейтенанта винним, стверджуючи, що Фредерік Меньєн був під впливом «нестримного пориву» — психічного стану, у якому він не міг контролювати свої дії. Чи зможе захист переконати суддю Вівера (Джозеф Н. Велч) та присяжних засідателів?

## Ролі виконували

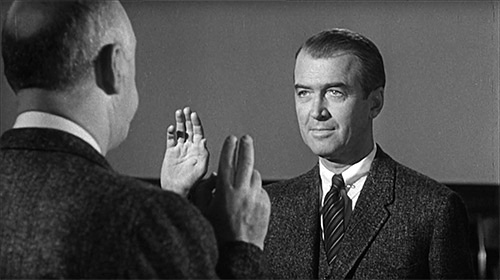
Сцена з фільму

| Джеймс Стюарт         | •••• | адвокат Пол Біглер                       |
| Лі Ремік              | •••• | Лора Меньєн                              |
| Бен Газзара           | •••• | лейтенант Фредерік Меньєн                |
| Артур О'Коннелл       | •••• | Парнел Еммет Мак-Карті                   |
| Ів Арден              | •••• | Мейда Ратледж                            |
| Кетрін Кросбі         | •••• | Мері Пілент                              |
| Джордж Кемпбелл Скотт | •••• | помічник окружного прокурора Клод Денсер |
| Орсон Бін             | •••• | Метью Сміт                               |
| Мюррей Гамільтон      | •••• | Альфонс Пакет                            |
| Джозеф Н. Велч        | •••• | суддя Вівер                              |

## Навколо фільму
- Джозеф Н. Велч, який грає роль судді Вівера, був дійсно адвокатом у реальному житті. Режисер Отто Премінґер виправдав свій вибір, заявивши: «Велч надав своїй ролі правдивості, якої важко досягти професіоналові».

## Звукова доріжка
Альбом зі звукової доріжки, що містить джазові композиції, вийшов на фірмі звукозапису «Columbia Records» 29 травня 1959. Компакт-диск вийшов 28 квітня 1995, і його перевидала фірма «Sony», як подарункове видання, в 1999 році.

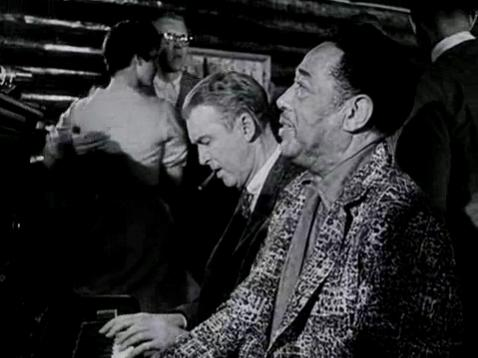
Джеймс Стюарт і Дюк Еллінгтон

1. «Main Title/Anatomy of a Murder» 3:57
2. «Flirtibird» 2:14
3. «Way Early Subtone» 3:59
4. «Hero to Zero» 2:11
5. «Low Key Lightly» 3:39
6. «Happy Anatomy» (band-movie version) 2:35
7. «Midnight Indigo» 2:46
8. «Almost Cried» (studio) 2:26
9. «Sunswept Sunday» 1:53
10. «Grace Valse» 2:30
11. «Happy Anatomy» (P.I. Five version) 1:28
12. «Upper and Outest» 2:23

## Нагороди
1959
- Венеційський кінофестиваль
  - Джеймс Стюарт — за роль адвоката Пола Біглера виграв Кубок Вольпі у номінації найкращий актор
- Премія Спільноти кінокритиків Нью-Йорка:
  - Джеймс Стюарт — за найкращу чоловічу роль
  - Вендел Мейс (Wendell Mayes) — за найкращий сценарій
- Нагорода Греммі
  - Дюк Еллінгтон — у жанрі попмузики за найкраще виконання оркестру для танців (Best Performance By A Dance Band)
  - Дюк Еллінгтон — за найкращий музичний твір вперше записаний і заграний у 1959 (Best Musical Composition First Recorded And Released In 1959)
  - Дюк Еллінгтон — за найкращий альбом із записом музики кіно чи телебачення (Best Sound Track Album — Background Score From A Motion Picture Or Television)